# 古庄龍太郎
古庄龍太郎（ふるしょう りゅうたろう、1996年9月4日 - ）は、日本の映像クリエイター、DŌJŌ JAPANアンバサダー。長野県上伊那郡箕輪町出身。映像制作会社「RYUTARO FILM」の代表として活動し、福岡県福岡市を拠点に、テレビCM、アーティストのライブ撮影、ドラマ制作など幅広い分野で映像制作を手がけている。

## 生い立ちと経歴
1996年9月4日、長野県箕輪町に生まれる。2015年、新極真空手ユースジャパンの選手に選出され、スポーツ分野でも注目を集めた。
2020年1月、映像制作会社「RYUTARO FILM」を開業。個人や企業向けの映像制作に携わり、独自の視点を生かしたクリエイティブな作品を提供している。
2022年3月、拠点を福岡県福岡市に移し、地域密着型のプロジェクトや全国規模の映像制作に携わる。DŌJŌ JAPANアンバサダーとしても活動を広げている。

## 活動内容
- 映像制作：テレビCM、アーティストのライブ撮影、ドラマ制作、プロモーション動画、ドキュメンタリー映像など。
- SNS展開：YouTubeチャンネル「RYUTARO FILM」やTikTokアカウント「@ryu.room」で映像作品やクリエイターライフを発信中。